# ジュゼッペ・アントニオ・ブレシャネッロ
ジュゼッペ・アントニオ・ブレシャネッロ（ブレッシャネッロ、ブレシアネルロなどとも、Giuseppe Antonio Brescianello, 1690年頃 - 1758年10月4日）は、イタリアの作曲家・ヴァイオリニスト。

## 生涯
ボローニャ出身。名が初めて記録に現れるのは、ミュンヘンのバイエルン選帝侯の宮廷楽団のヴァイオリニストになった1715年である。1716年にシュトゥットガルトのヴュルテンベルク公の宮廷楽団の上級カペルマイスターであったヨハン・クリストフ・ペツが死去すると、翌年にブレシャネッロがカペルマイスターに任命された。しかし1719年から1721年にかけてラインハルト・カイザーがカペルマイスターの地位を求め、熾烈な権力闘争が行われた。1731年に上級カペルマイスターに就任したが、1737年に財政難からオペラのスタッフは解雇され、ブレシャネッロも職を失った。そのことで作曲に専念し、『12の協奏曲とシンフォニア』などを作曲した。1744年、宮廷の財政状況は好転し、再び上級カペルマイスターに任命された。

## 作品
- 12の協奏曲とシンフォニア　Op.1
- マンドーラのための18の小品
- 牧歌劇『ティスベ』